# بحوث تسويق
تعتبر بحوث التسويق (بالإنجليزية: marketing research)‏ هي أوائل الخطوات التي يجب عملها من أجل وضع خطة تسويق ناجحة للشركة أو المؤسسة.

## تعريف بحوثالتسويق
طريقة منظمة لجمع المعلومات وتحليلها لحل مشكلة معينة تواجه الشركة أو المؤسسة. جمع وتسجيل وتحليل البيانات المتعلقة بمشاكل انسياب السلع والخدمات من المنتج إلى المستهلك الأخير أو المشتري الصناعي

## خطوات البحوث التسويقية
تمتلك عملية إجراء البحث التسويقى خمس خطوات رئيسية، وهي:

### تعريف الغرض من البحث
هل هي لتغلب على مشكلة ما، مثل ضعف المبيعات، ام هي للتعرف على خصائص السوق

### تصميم اساليب البحث
هل ستقوم ببحث ميداني للتعرف على رأي العملاء، ام ستكتفى بدراسة بيانات أو معلومات سبق نشرها في جهة ما، هل ستقوم بالبحث بنفسك ام ستستخدم شركة متخصصة

### تحديد مصادر المعلومات
هل هي معلومات متوفرة في السوق، ماهي مصادر هذه المعلومات.

### جمع وتحليل المعلومات
تعتبر تحليل المعلومات أهم خطوة في بحوث التسويق وتستلزم مهارة شديدة لتحويل البيانات والإحصائيات من شكلها الخام إلى معلومة ذات قيمة تساعدك في اتخاد القرارات.

### صياغة النتائج
قم بتلخيص وصياغة نتائج بحثك في صورة تقرير واضح يساعدك على أداء خطة عملك

## التحديد للهدف الذي نصنع البحث له
معرفة الهدف يساعدك في تحديد أنسب الوسائل الموصلة للهدف وكيفية استخدامها.
المسوق الناجح يسأل سؤالين مهمين قبل بداية أي بحث تسويقي
- ماذا؟ ما هي المعلومات التي أحتاجها؟
- لماذا؟ الأسباب لماذا أريد هذه المعلومات

كمثال:
- ما هي أكثر الدول العربية اهتماماً بالتسويق الإلكتروني؟
- لأبدأ نشاط شركتي بهذه الدولة.

## تطوير خطة البحث
أهم عنصر بخطة البحث هو تحديد مصادر المعلومات والتي تنثسم لنوعين رئيسيين:

### المعلومات الرئيسية
المعلومات الرئيسية هي المعلومات التي تخطط للحصول عليها بطريقة ما لتحقيق هدف معين أو حل مشكلة معينة. مثلاً: عمل استبيان لقياس رأي ما. هناك العديد من المواقع التي تقدم خدمة الاستبيان على الإنترنت (online survey) بشكل مجاني أو باشتراك شهري.

### المعلومات الثانوية
المعلومات الثانوية هي المعلومات الموجودة بشكل طبيعي والتي يمكنك الحصول عليها ومن الممكن أن تفيدك في بحثك التسويقي. يمكن أن تحصل عليها من خلال الإنترنت (أدوات جوجل أصبح مصدر رائع للمعلومات)، أيضاً موقع الشركة مصدر كبير للمعلومات الغنية والمفيدة عن طريق تطبيق برامج تحليل المواقع مثل برنامج Google analytics، أيضاً هناك أدوات مصادرالشركة الداخلية (رجال المبيعات، خدمة العملاء..)، أيضاً الكتب، الإصدارات الحكومية، الجرائد...وغيرها من الوسائل التقليدية.